# Gisèle Gunepin
Gisèle Gunepin est une militaire française  de la Seconde Guerre mondiale, pilote dans l'escadron féminin créé par Charles Tillon à l'hiver 1944 et en service sur la base de Villacoublay en 1945.

## Biographie
Elle fait partie de ces aviatrices françaises que la Seconde Guerre mondiale « a stoppées dans leurs désirs et leurs réalisations » et à qui la libération du pays va donner la possibilité de se réentraîner pour pouvoir voler à nouveau.
En 1944/1945, elle est en stage de réentraînement dans le premier corps de pilotes militaires féminins de l'Armée de l'air créé par le ministre de l'air communiste Charles Tillon (en dépit de l'animosité de l'état-major) pour accueillir les douze meilleures femmes-pilotes. « Toutes titulaires dans l’entre-deux guerres d’un brevet civil, ces aviatrices de grand renom sont vite surnommées les « 13 Amazones de l’air » ou encore les « 13 Grâces ». Lors de ce premier stage qui a lieu entre fin 1944 et début 1945, les pilotes s’entraînent sur Tiger Moth, A 24 et Mauboussin à Châteauroux. ». 
Après avoir participé au stage de Châteauroux, Gisèle Gunepin est envoyée au Maroc, où elle-même et ses co-stagiaires, « Paulette Bray-Bouquet, Andrée Dupeyron, [...] Elisabeth Lion et Yvonne Jourjon », sont « admises à l'école de transformation de Kasba Tadla pour être reconverties sur bimoteurs légers. »,.